# Station Noord Scharwoude
Station Noord Scharwoude, ook bekend als Niedorper Verlaat (geografische afkorting Nsw), is een voormalig station aan de staatslijn K tussen Amsterdam Centraal en Den Helder. Het station van Noord Scharwoude was geopend van 20 december 1865 tot 15 mei 1938 en van 10 juni 1940 tot 4 mei 1947. Het stationsgebouw uit 1862 is, na een verbouwing in 1872 in 1951 gesloopt.
Ten zuiden van het station Noord Scharwoude takte een zijlijn van circa 1,5 kilometer lang af in westelijke richting, naar de groenteveiling van Noord-Scharwoude. Deze verbinding deed dienst tussen 1915 en 1972. Het eindpunt lag ten westen van het kanaal Alkmaar-Kolhorn dat met een brug werd gekruist. Er was hier alleen sprake van goederenvervoer. Ter onderscheiding van het station aan de hoofdlijn, werd dit station Noord Scharwoude Dorp genoemd.